# Pyriporoides bathyalis
Pyriporoides bathyalis is een mosdiertjessoort uit de familie van de Calloporidae. De wetenschappelijke naam van de soort is, als Daisyella bathyalis, voor het eerst geldig gepubliceerd in 2002 door Rosso & Taylor.